# (10568) Yoshitanaka
(10568) Yoshitanaka est un astéroïde de la ceinture principale.

## Description
(10568) Yoshitanaka est un astéroïde de la ceinture principale. Il fut découvert le 2 février 1994 à Kiyosato par Satoru Ōtomo. Il présente une orbite caractérisée par un demi-grand axe de 2,69 UA, une excentricité de 0,18 et une inclinaison de 11,6° par rapport à l'écliptique.

## Compléments